# Praise This
Pour plus de détails, voir Fiche technique et Distribution.
Praise This est un téléfilm musical américain de Tina Gordon Chism produit par Universal Pictures, Will Packer Productions et The Story Company sur Peacock le 7 avril 2023 et à l'international depuis le 3 janvier 2024 sur Netflix.

## Synopsis
Après le décès de sa mère et une bêtise qui lui a valu d'être arrêtée, Sam, une jeune chanteuse qui rêve de célébrité, est contrainte de quitter Los Angeles pour s'installer chez un oncle et une tante, à Atlanta.

## Fiche technique
- Titre original : Praise This
- Réalisation : Tina Gordon Chism
- Société de production : Universal Pictures, Will Packer Productions et The Story Company
- Durée : 111 minutes
- Pays d'origine :  États-Unis
- Langue d'origine : Anglais
- Format :
  - Format image : 720p (HDTV)
  - Format audio : 5.1 surround sound
- Genre : Comédie musicale
- Dates de première diffusion : 
  - 7 avril 2023 sur Peacock
  - 3 janvier 2024 sur Netflix

### Adaptation

#### Version française
- Société de doublage : FDR Studio
- Direction artistique : Adrian Malabry
- Adaptation des dialogues : Bénédicte Martin Guerreiro et Ronan Hue
- Mixage audio : JM330
- Ingénieur du son : Titouan Générat

 Source et légende : version française (VF) sur RS Doublage

## Distribution
- Chloe Bailey (VF : Caroline Roussel) : Sam
- Anjelika Washington (VF : Amandine Vincent) : Jess
- Quavo (VF : Adrien Auclair) : Ty
- Crystal Renee Hayslett (VF : Nathalie Bienaimé) : Natalie
- Rafael Castillo (VF : Yann Pichon) : Bodyguard Slim
- Druski (VF : Morgan Sebode) : Aaron “Big Love”
- Koryn Hawthorne (VF : Jacqueline Berces) : Fallon
- Tristan Mack Wilds (VF : Christophe Hespel) : P.G.
- Philip Fornah (VF : Jean-François Bordier) :Darius
- Birgundi Baker (VF : Pascale Chemin) : Melissa
- Loren Lott (VF : Elsa Petit) : Kelly
- Vanessa Fraction (VF : Catherine Collomb) : Prisilla
- Michael Anthony (VF : Antoine Tomé) : Bishop Headly
- Kendrick Cross (VF : Rémi Pous) : Uncle Larry
- Janora McDuffie (VF : Sophie Porte) : Aunt Liz
- Kiara Iman Heffner : Jackie
- Ilario Grant : Jermaine
- Jekalyn Carr : KiKi
- Cocoa Brown : Cora
- Kountry Wayne : Painted Duck DJ

## Autour du film
En juin 2019, il a été annoncé que Tina Gordon dirigerait Praise This à partir d'un pitch original de The Story Company de Tim Story.
En avril 2022, Chloe Bailey s'était engagée pour jouer dans le film.
En mai 2022, il a été annoncé que le film serait présenté en première sur Peacock.  
La première bande-annonce est sortie le 6 mars 2023, révélant la date de sortie le 7 avril 2023.
Sur l'agrégateur de critiques Rotten Tomatoes =, le film détient un taux d'approbation de 50 % sur la base de 10 critiques.
Sur Metacritic, le film a une note de 44 sur 100, basée sur 4 critiques, indiquant des « critiques mitigées ».